# Myosorex longicaudatus
Myosorex longicaudatus is een zoogdier uit de familie van de spitsmuizen (Soricidae). De wetenschappelijke naam van de soort werd voor het eerst geldig gepubliceerd door Meester & Dippenaar in 1978.

## Voorkomen
De soort komt voor in Zuid-Afrika.